# Eisenstadt
Eisenstadt er hovedstad i den østrigske delstat Burgenland. Der er 11.334 (2001) indbyggere. Under Habsburgerne var Eisenstadt sæde for Esterházy-familien. Komponisten Joseph Haydn boede der som Hofkapellmeister under Esterházy-familien.